# Jean-Paul Marat
Jean-Paul Marat   (Boudry, 24 de maig de 1743 - París, 13 de juliol de 1793) va ser un metge, periodista, polític francès. Usurpador de la noblesa abans de la caiguda del règim monàrquic, esdevingué diputat de Montagnards a la Convenció Nacional en el moment de la Revolució Francesa. El seu assassinat per Charlotte Corday va permetre als hebertistes convertir-lo en màrtir de la Revolució i instal·lar les seves despulles al Panteó de París durant uns mesos.

## Biografia
Marat va néixer a Boudry, al principat de Neuchâtel (el territori del qual correspon al de l'actual cantó de Neuchâtel a Suïssa); fill de Jean-Baptiste Marat, un sacerdot mercedari apartat del sacerdoci d'origen sard nascut a Càller el 1704 i dissenyador d'indianes convertit al calvinisme, i de la ginebrina Louise Cabrol la família calvinista de la qual era de Roergue; la família Mara, originària d'Espanya, va donar lloc a diverses personalitats remarcables com el seu germà petit David de Boudry (1756-1821) que va ser professor de literatura francesa a l'institut imperial de Tsàrskoie Seló.
L'any 1759, després dels seus estudis universitaris, el futur membre de la Convenció va deixar Neuchâtel i la seva família, i durant dos anys va ser tutor dels fills de Pierre-Paul Nairac, un gran armador esclavista de Bordeus. Marcat pel tema de l'esclavitud, va elaborar més tard, el 1785, per a l'Acadèmia de Bordeus, una dissertació en elogi de les idees antiesclavistes del filòsof Montesquieu.
Després d'una estada a París del 1762 al 1765, on completà els seus estudis i adquirí formació com a metge, es va establir a Londres, després a Newcastle el 1770, on va exercir com a metge i potser com a veterinari. Entre 1770 i 1772 va escriure Les aventures del jove comte Potowski, una novel·la epistolar a l'estil de l'època, que roman inèdita. El 1772 va publicar de manera anònima An Essay on the Human Soul, després, després del seu retorn a la capital britànica el 1773, una segona obra filosòfica, A Philosophical Essay on Man, que va ser reeditada el 1775. Deixeble de Jean-Jacques Rousseau, va atacar a Helvétius, tractat com un "esperit fals i superficial", en aquesta obra, però també Voltaire, a qui qualifica d'"inconseqüent" i que li respon amb burla en un petit article, que va aparèixer al Journal de politique et de literature el 5 de maig de 1777. El maig de 1774, Marat va publicar a Londres, Chains of Slavery, que formava part de la campanya electoral que va suposar l'elecció de John Wilkes com a regidor, llavors alcalde de Londres. Durant la seva estada a Anglaterra, va ser rebut com a maçó en una reunió de lògia de Londres a la taverna King's Head, situada al carrer Gerrard del Soho, probablement l'Espérance, una lògia de parla francesa que va iniciar Cagliostro el 12 d'abril de 1777. La seva elevació al mestre està datat el 15 de juliol de 1774 segons el seu diploma maçònic trobat i venut l'any 1906 a l'Hôtel Drouot. Si es documenten rastres de visites a una logia holandesa, sembla que no freqüenta una logia francesa.
Després d'una breu estada a les Províncies Unides (1774-1775) i d'obtenir el títol de metge a la Universitat de St Andrews (Escòcia) el 30 de juny de 1775, es va traslladar a París per exercir la medicina, on va publicar el 1776 una edició francesa del seu tractat De l'homme. El 24 de juny de 1777, el comte d'Artois li va concedir la patent de metge dels seus guardaespatlles. Obre un gabinet d'experiments on fa investigacions en física experimental, en particular sobre la naturalesa del foc, la llum i l'electricitat mèdica. L'agost de 1783, aquest darrer tema li valgué una corona de l'Acadèmia de Rouen. Va elaborar el seu Plan de législation criminelle durant els anys 1777-1778, en què ataca l'ordre social establert i denuncia el classisme de la justícia, de les lleis, de l'estat i de la propietat.
«El dret a posseir ve del de viure: així, tot el que ens és indispensable per a la nostra existència és nostre, i res del que és superflu no ens hauria de pertànyer legítimament mentre a d'altres els manqui el necessari.»
Emmalaltí en 1782, i a més dels seus problemes científics, va tenir problemes econòmics i abans de perdre la posició de metge del comte d'Artois el 1784. A la dècada de 1780, Marat va continuar tractant Claire de Choiseul, marquesa de l'Aubépine de Châteauneuf que li va donar suport econòmic i amb qui va tenir una relació interessada. El ministre Floridablanca l'any 1788 va demanar-li sense èxit fundar una acadèmia a Madrid.

## Obres
- Recherches physiques sur electricité (1782)
- Recherches sur electricité medicate (1783)
- Notions elementaires d'optique (1764)
- Lettres de l'observateur Bon Sens a M. de M sur la fatale catastrophe des infortunes Pilatre de Rozier et Ronzain, les aeronautes et l'arostation (1785)
- Observations de M. l'amateur Avec a M. labb Sans (1785)
- Eloge de Montesquieu (1785), publicat el 1883 per M. de Bresetz
- Les Charlatans modernes, ou lettres sur le charlatanisme academique (1791)
- Les Aventures du comte Potowski (publicat el 1847 per Paul Lacroix)
- Lettres polonaises (inèdit)

## Galeria d'imatges

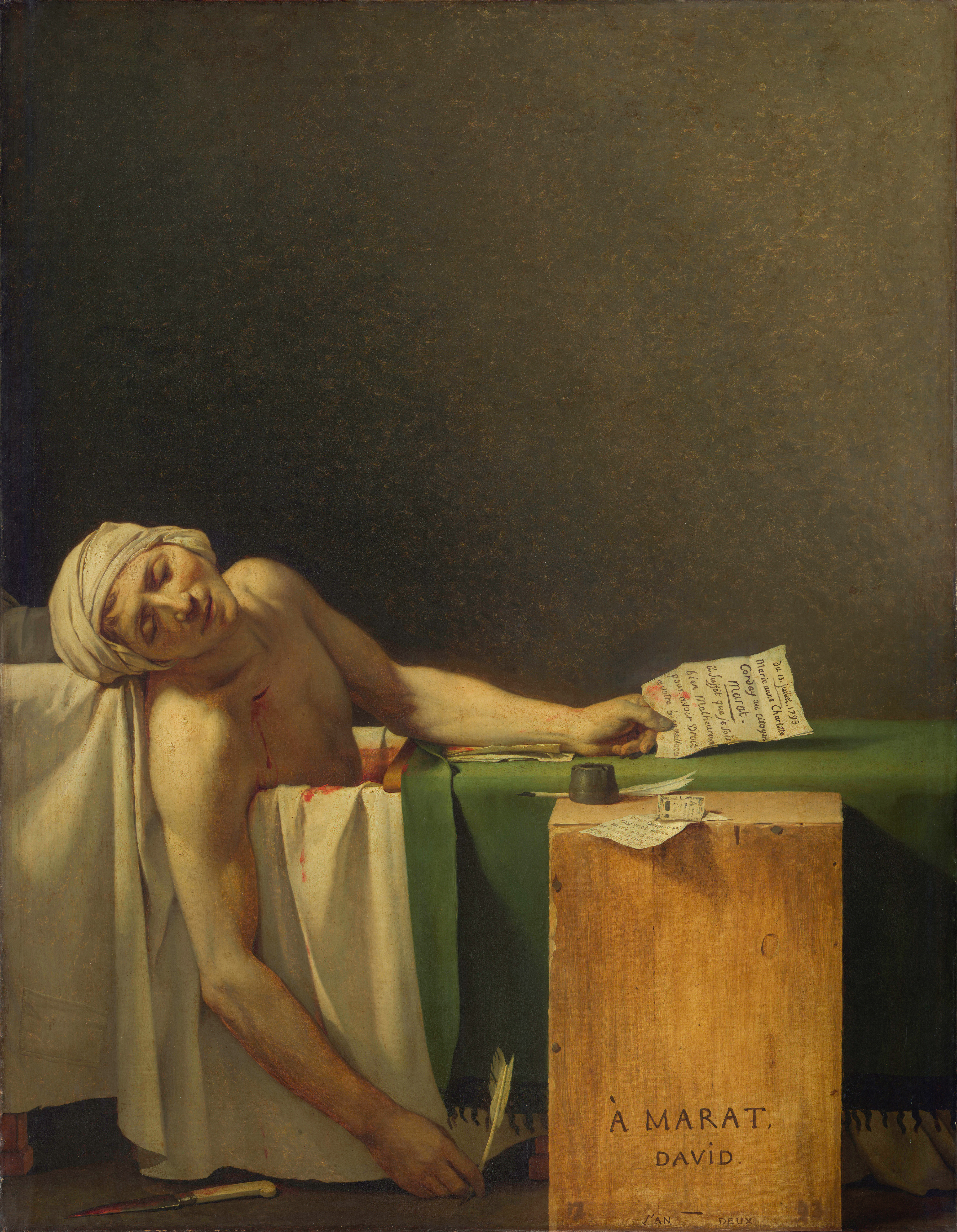
La mort de Marat, per Jacques-Louis David (1793)
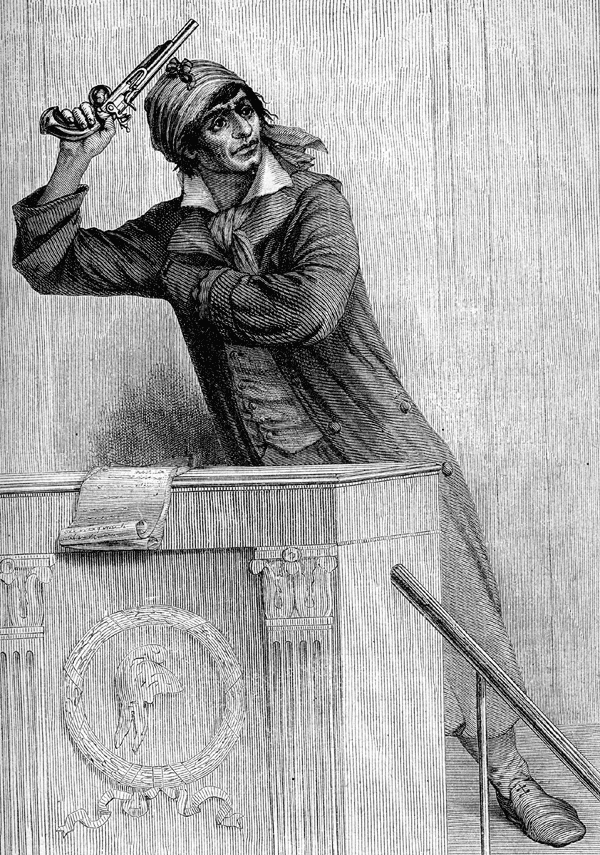
Jean-Paul Marat, per Viollat